# Planetární prstenec

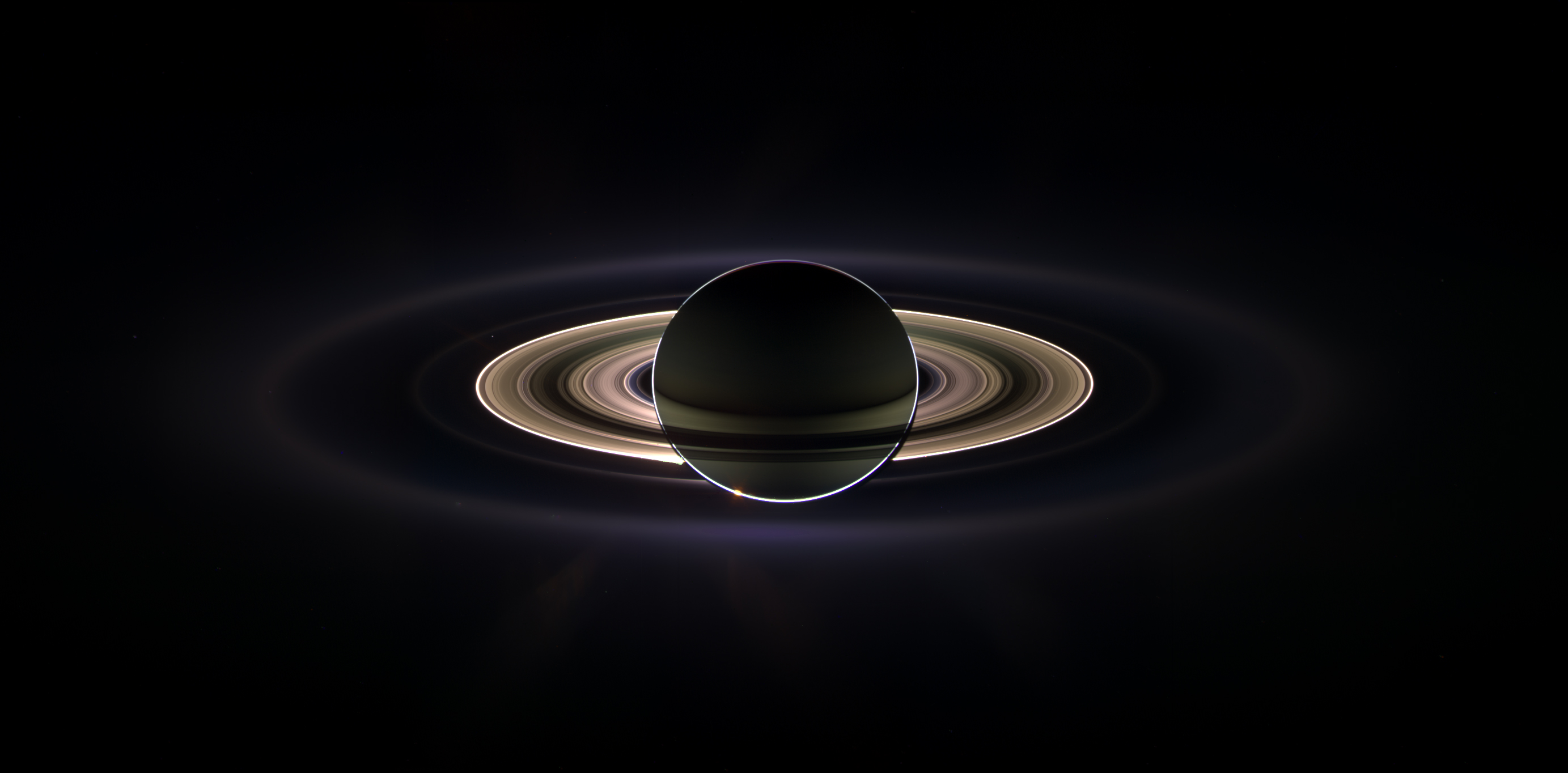
Zatmění Slunce pozorované sondou Cassini v oblasti za planetou Saturn

Planetární prstenec je přírodní útvar, složený z úlomků a prachu, který obepíná planetu. Nejznámějším příkladem je soustava takových prstenců kolem planety Saturn, z pozorování je nicméně patrné, že podobný prstenec mají i ostatní plynné planety ve sluneční soustavě (Jupiter, Uran, Neptun). V roce 2014 byl objeven prstenec dokonce i u planetky.
Vznik prstenců není dodnes zcela vysvětlen, obecně přijímány jsou hypotézy zachycení meziplanetárního prachu i rozpadu malých měsíců vlivem jejich slapového namáhání.

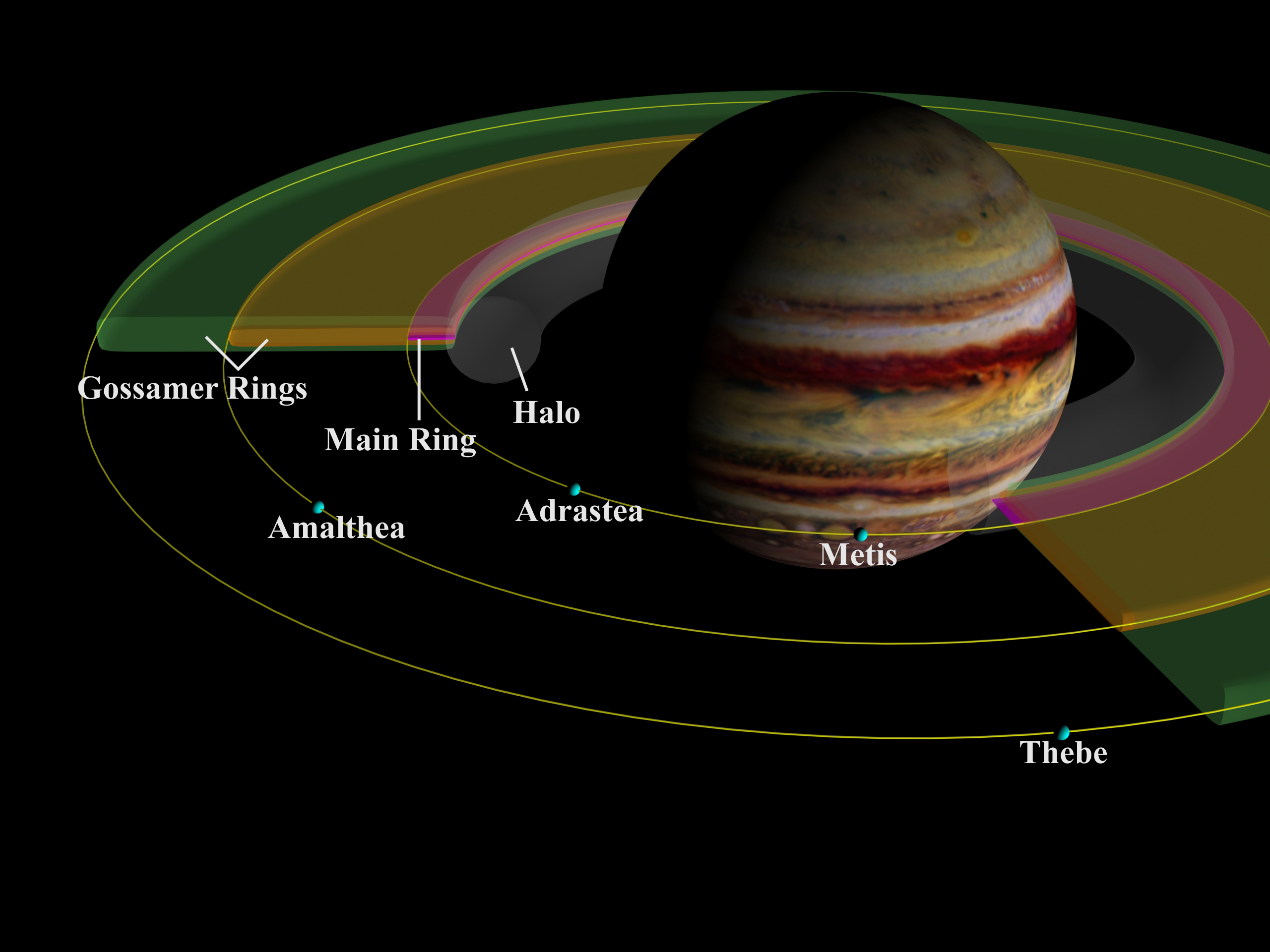
Jupiterovy prstence – ilustrace

## Jupiterovy prstence
Jupiter má nezřetelný systém planetárních prstenců složený z částic podobných kouři, jež byly po dopadech meteoritů vymrštěny z jeho měsíců. Hlavní prstenec je tvořen prachem ze satelitů Adrastea a Metis. Dva široké jemné prstence, které obklopují hlavní, pocházejí z Thebe a Amalthea. Existuje také velmi řídký a vzdálený vnější prstenec, který krouží kolem Jupiteru opačným směrem. Jeho původ je nejistý, snad je tvořen zachyceným meziplanetárním prachem.

## Saturnovy prstence

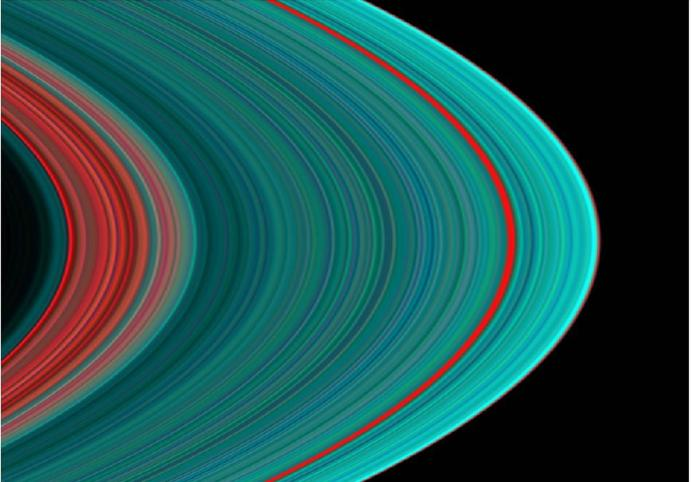
Saturnovy prstence v ultrafialovém světle - Cassini

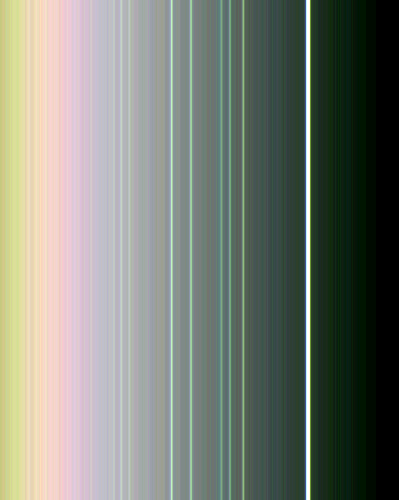
Uranovy prstence – Voyager 2

Saturnovy prstence mají celkový průměr 420 000 km, ale tlusté jsou jen několik málo set metrů. Jsou tvořeny ledovými úlomky, prachem, kamením a balvany, které nemají průměr větší než několik metrů. Mezi prstenci leží dráhy nejvnitřnějších měsíců. Měsíc Pan obíhá v mezeře nazývané Enckeho dělení ve vnější části prstence A. Jiný měsíc Atlas obíhá na okraji prstence A, zatímco Prometheus a Pandora obíhají každý z jedné strany prstence F. Některé měsíce nalezneme na shodných drahách.
Nejvzdálenější část systému Saturnových prstenců viditelných ze Země tvoří prstenec A, který má průměr téměř 275 000 km. Prstenec A je od nejširšího a nejjasnějšího prstence B oddělen tmavou mezerou širokou 4500 km zvanou Cassiniho dělení, která je viditelná v dalekohledu o průměru alespoň 7,5 cm. Následuje částečně průhledný prstenec C. Slabší prstence D a F leží uvnitř a vně viditelných prstenců. Jiné dva prstence G a E leží za prstencem F. V roce 2004 objevila sonda Cassini náznaky dalších prstenců, které dostaly předběžná označení R/2004 S1 a R/2004 S2.

## Uranovy prstence
Uranův systém planetárních prstenců je nezřetelný, složený z tmavých balvanů o průměru nejvýše desítek metrů. Jsou složeny – stejně jako prstence ostatních velkých planet – ze směsi prachu a ledu. Oproti jiným planetám však led většinou není na jejich povrchu a proto jsou zřetelně tmavší.
Prstence byly objeveny v březnu 1977 Jamesem L. Elliotem, Edwardem W. Dunhamem a Douglasem J. Minkem v Kuiperově observatoři v Aiborne (Kuiper Airborne Observatory). Objev byl neočekávaný: při studiu planetární atmosféry pomocí zákrytu hvězdy Uranem zjistili, že se hvězda ztratila z dohledu celkem 5×. Z toho usoudili, že kolem planety pravděpodobně musí být systém prstenců. To bylo potvrzeno sondou Voyager 2, která prolétla kolem Uranu v roce 1986.
Dva slabé prachové prstence byly objeveny v roce 2003 Hubbleovým vesmírným dalekohledem; další pak později v letech 2007 – 2008, kdy se prstence nacházely ve vhodné poloze vzhledem k Zemi. V roce 2009 bylo známo již 13 prstenců.

## Neptunovy prstence

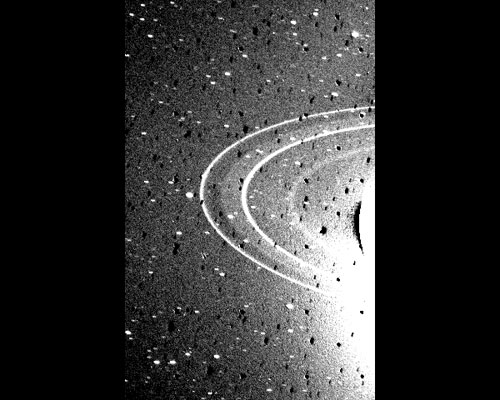
Neptunovy prstence - Voyager 2

Sonda Voyager 2 pomohla objevit 3 prstence okolo Neptuna. Jsou velmi nevýrazné a tenké. Nejvzdálenější a nejvýznamnější z nich (pojmenován Adams) je zvláštní tím, že tvoří asi tři výraznější oblouky, poblíž kterých je nejvíc hmoty. Tato zhuštění mají i vlastní pojmenování: Svoboda, Rovnost a Bratrství.

## Prstence planetek
V roce 2014 byl prstenec objeven i u planetky (10199) Chariklo, která patří do skupiny kentaurů a jejíž průměr se odhaduje na 250 km. Systém se skládá ze dvou ostře ohraničených prstenců o šířce 7 km a 3 km, mezi nimiž je devítikilometrová mezera.

### Haumeiny prstence
V roce 2017 objevil španělský astronom José-Luis Ortiz Moreno prstenec u trpasličí planety Haumea, když přešla před hvězdou URAT1 533-182543. Prstenec je široký 70 km a vzdálený asi 1000 km od povrchu planety. Předpokládá se, že je tvořený úlomky hornin a ledu a že vznikl teprve nedávno. Jde o první objevený prstenec u transneptunického tělesa.